# Амелин, Александр Александрович
Александр Александрович Амелин (4 ноября 1962, Ростов-на-Дону — 19 июля 2012, Москва) — советский и российский театральный актёр, педагог, заслуженный артист России (1999).

## Биография
Александр Амелин родился 4 ноября 1962 года в Ростове-на-Дону. 
Окончил Высшее театральное училище имени М. С. Щепкина (курс В. И. Коршунова, один курс с Александром Домогаровым) в 1984 году. В том же году вошёл в труппу Куйбышевского театра драмы (позже Самарский академический театр драмы им. М. Горького), где в течение 17 лет был одним из основных артистов. Сыграл около сорока ролей.
В последние годы преподавал в Самарской государственной академии культуры и искусств и на целевых актёрских наборах при театре.
Умер на 50-м году жизни 19 июля 2012 года в московском Федеральном научном центре трансплантологии и искусственных органов им. академика В. И. Шумакова, куда он попал в июне 2012 года по поводу заболевания, связанного с пороком сердца. Похоронен на городском кладбище Самары.

## Семья
- Жена — Ингрид Валентиновна Амелина.
- Сын — актёр Александр Амелин-младший (род. 1988), играл в театре имени Моссовета.
- Дочь — Мария Александровна Амелина.

## Награды и премии
- Заслуженный артист России (1999).
- Премия Правительства Российской Федерации имени Фёдора Волкова за вклад в развитие театрального искусства Российской Федерации (13 июля 2005 года)[4].

## Работы в театре
- 1985 — «…А этот выпал из гнезда» Д. Вассермэн — Билли (реж. П. Монастырский)
- 1986 — «Четвёртый» К. Симонов — Дик (реж. П. Монастырский)
- 1986 — «Стеклянный зверинец» Т. Уильямс — Джим (реж. Р. Рахлин)
- 1987 — «Роковая ошибка» М. Рощин — Сергей (реж. Р. Рахлин)
- 1987 — «Хрустальт и Катринка» Л. Гераскина — Хрустальт (реж. Р. Рахлин)
- 1988 — «Дальше… Дальше… Дальше…» М. Шатров — Рахья (реж. П. Монастырский)
- 1989 — «Гарольд и Мод» К. Хиггинс,Ж.-К. Каррьер — Гарольд (реж. А. Попов)
- 1989 — «Бабочка, бабочка» Э. Николаи — Элио (реж. А. Попов)
- 1989 — «Когда спящий проснётся» О. Ернев — (реж. А. Попов)
- 1990 — «Сниму квартиру в Париже» К. Манье — Блез (реж. Д. Николаев)
- 1990 — «Горе от ума» А. Грибоедов — Репетилов (реж. П. Монастырский)
- 1991 — «Волки и овцы» А. Островский — Горецкий (реж. П. Монастырский)
- 1992 — «Левша — 92» Б. Рацер, В. Константинов — Левша (реж. П. Монастырский)
- 1993 — «Хитроумная дурёха» Лопе де Вега — Дон Лисео (реж. П. Монастырский)
- 1995 — «Пять вечеров» А. Володин — Ильин (реж. П. Монастырский)
- 1995 — «Васса Железнова (Ю…Ю)» М. Горький — (реж. П. Монастырский)
- 1996 — «О мышах и людях» Д. Стейнбек — Ленни (реж. В. Гвоздков)
- 1996 — «Сага о маленьком дядьке» Б. Линдгрен — Пес (реж. Ф. Паулсен)
- 1997 — «Чужой хлеб» И. Тургенев — Тропачёв (реж. А. Андреев)
- 1998 — «Замок в Швеции» Ф. Саган — Гуго (реж В. Гвоздков)
- 1998 — «Розенканц и Гильденстерн мёртвы» Т. Стоппард — Первый Актёр (реж. А. Андреев)
- 1998 — «Весь Шекспир за один вечер» Лонг, Сингер, Боргессон — Артист (реж. А. Проса)
- 1999 — «Камера — Обскура» В. Набоков — Макс (реж. В. Богомазов)
- 2000 — «Любофф» М. Шизгал — Милт (реж. Л. Стукалов)
- 2000 — «Венецианские близнецы» К. Гольдони — Дзанетто, Тонино (реж. П. Ланди)
- 2000 — «Душечка» А. Чехов — Пустовалов (реж. В Гвоздков, Г. Васильев)
- 2001 — «Униженные и оскорблённые» Ф. Достоевский — Маслобоев (реж. В. Гвоздков)
- 2001 — «Чудаки» М. Горький — Мастаков (реж. П. Шерешевский)
- 2002 — «Доходное место» А. Островский — Юсов (реж. В. Фильштинский)
- 2002 — «Ladies’ Night» Ж. Коллар — Дэйв Букатински (реж. П. Ланди)
- 2002 — «Академия смеха» К. Митани — Сакисака (реж. В. Гвоздков)
- 2003 — «Номер 13» Р. Куни — Официант (реж. В. Гвоздков)
- 2003 — «Особо любящий таксист» Р. Куни — Стенни Поуни (реж. В. Гвоздков)
- 2004 — «Амадеус» П. Шеффер — Сальери (реж. В. Гришко)
- 2005 — «Ребята, я к вам!» А. Кутерницкий — Драгунский (реж. В. Гвоздков)
- 2005 — «Слай Фокс, или Хитрый лис» Л. Гелбарт — Слай Фокс (реж. У. Шоен)
- 2006 — «Пианино на траве» Ф. Саган — ЖАН-ЛУ (реж. М. Кальсин)
- 2007 — «Ромео и Джульетта» В. ШЕКСПИР — КАПУЛЕТТИ (реж. В. Фильштинский)
- 2007 — «Смешные деньги» Р. Куни — Девенпорт (реж. В. Гвоздков)
- 2008 — «Панночка» Н. Садур — Явтух, старый козак (реж. Л.Стукалов)
- 2008 — «Лес» А. Островский — Геннадий Несчастливцев (реж. А.Кузин)
- 2008 — «Сиротливый Запад» М. МакДонах — Вэлен Коннор (реж. А.Кузин)
- 2009 — «Шесть персонажей в поисках автора» Л. Пиранделло — Мадам Паче (реж. А.Джурджа)
- 2012 — «Август. Графство Осэйдж» Трейси Леттс — Чарли Эйкен, муж Мэтти Фэй (реж. В. Гвоздков)

## Фильмография
1. 2012 — Жизнь и судьба

## Память

Мемориальная доска памяти Амелина на здании Самарского драматического театра

- На здании Самарского драматического театра, где с 1984 по 2012 годы работал Амелин, установлена мемориальная доска